# John Roberts (rechter)
John Glover Roberts jr. (Buffalo, New York, 27 januari 1955) is de zeventiende opperrechter (Chief Justice) van het Amerikaanse Hooggerechtshof.

## Opleiding en loopbaan
Op 19 juli 2005 werd hij door president George W. Bush voorgedragen als rechter voor het Hooggerechtshof. Op 5 september van datzelfde jaar, na het overlijden van opperrechter William Rehnquist, werd deze voordracht door Bush echter veranderd: hij zou nu voorzitter van het Hooggerechtshof kunnen worden. De Amerikaanse Senaat stemde nog eens enkele weken later, op 29 september, in met die benoeming (78 stemmen voor, 22 stemmen tegen).
Roberts werd geboren in New York, maar toen hij vijf jaar oud was verhuisde zijn familie naar Long Beach (Indiana). Hij studeerde rechten aan de Harvard-universiteit, waar hij in 1979 "magna cum laude" afstudeerde. De jaren daarop werkte Roberts als klerk voor Henry Friendly van het Hof van Beroep voor het 2e circuit, totdat hij in 1980 voor Hooggerechtshof-voorzitter William Rehnquist ging werken. Van 1981 tot 1986 was hij een adviseur van toenmalig minister van justitie William French Smith en president Ronald Reagan. In de periode tussen zijn werk in het Witte Huis en zijn benoeming in het Hof van Beroep werkte Roberts als advocaat in Washington D.C. Al in 1992 werd hij voorgedragen als rechter voor het Hof van Beroep, maar voordat zijn nominatie werd goedgekeurd door de Senaat, won Bill Clinton de presidentsverkiezingen en verliep zijn voordracht. In 2003 werd hij door George W. Bush alsnog benoemd tot rechter in het Hof van Beroep voor het circuit van het District of Columbia.

### Inauguratie van president Barack Obama

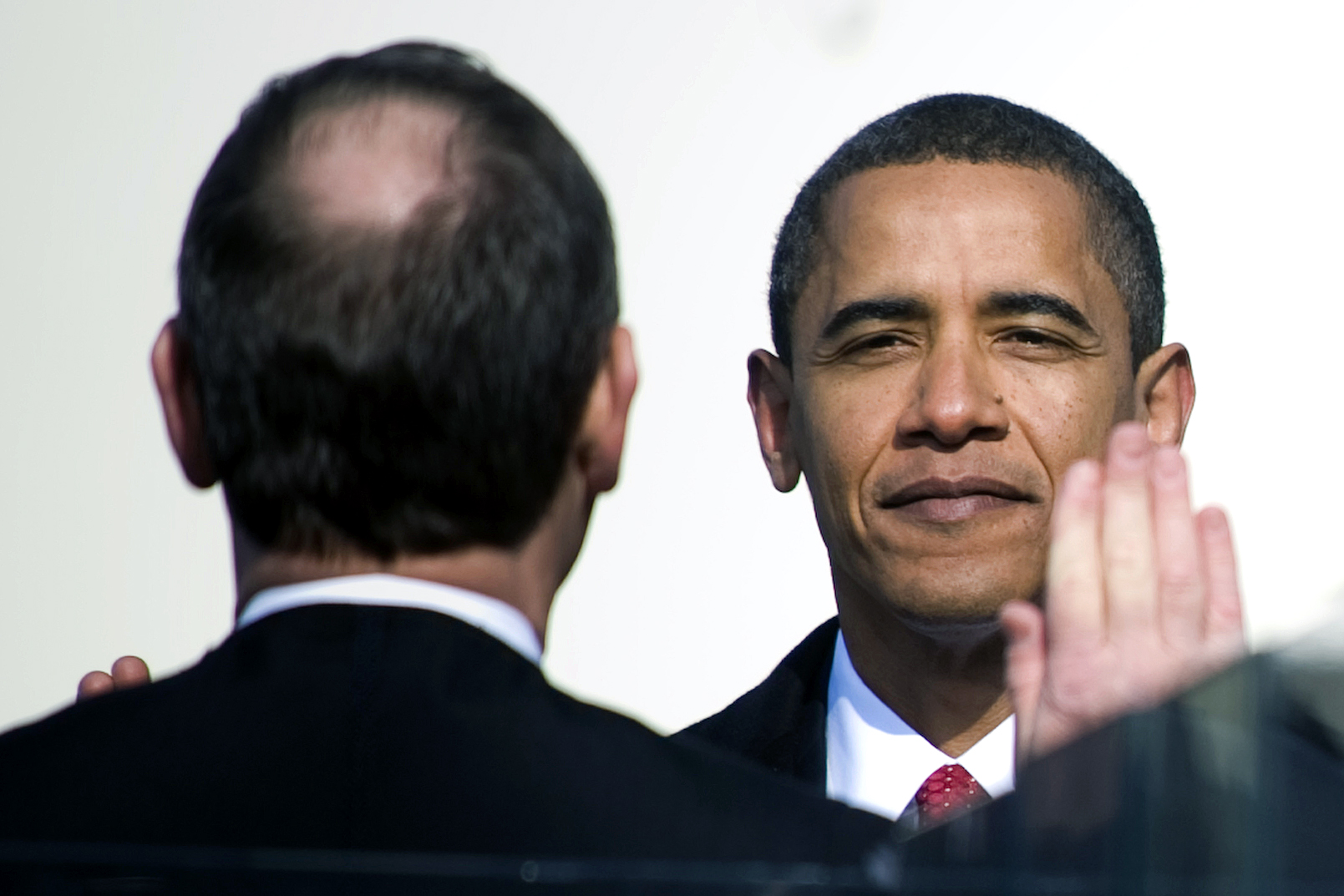
Barack Obama legt de eed af bij opperrechter Roberts op 20 januari 2009

Tijdens de inauguratie van president Barack Obama op 20 januari 2009 maakte Roberts verscheidene fouten in de presidentiële eed. In latere verklaringen nam hij de verantwoordelijkheid hiervoor op zich. De volgende dag, op 21 januari 2009, nam Roberts voor de tweede keer de presidentiële eed af, ditmaal zonder fouten.

## Kritiek op uitlatingen van president Trump
Op 21 november 2018 trad opperrechter Roberts naar buiten met een uitzonderlijke terechtwijzing van president Donald Trump vanwege een minachtende opmerking over federale rechters. De federale rechter van het Hof voor Beroep van het 9e Circuit, die Trumps presidentiële decreet had tegengehouden dat de toegang aan illegale immigranten op zoek naar asiel moest bemoeilijken, werd door de president in een tweet weggezet als een "Obama"-rechter.
Roberts reageerde hierop als volgt: "Wij hebben geen Obama-rechters of Trump-rechters, Bush-rechters of Clinton-rechters. Wat we wel hebben is een buitengewone groep van toegewijde rechters, die hun uiterste best doen om gelijkelijk recht te doen aan hen die voor hen verschijnen. Die onafhankelijke rechterlijke macht is iets waarvoor we allemaal dankbaar zouden moeten zijn."
Op 18 maart 2025, nadat president Donald J. Trump had opgeroepen tot de afzetting van een rechter omdat deze tegen hem had geoordeeld in een deportatiezaak, gaf Roberts een verklaring af waarin hij stelde dat Trumps dreigement "geen gepaste reactie" was op een ongunstige uitspraak van een rechter. Hij benadrukte dat het al meer dan twee eeuwen vaststaat dat afzetting geen passende reactie is op onenigheid over een rechterlijke beslissing en dat "het normale beroepsproces daarvoor bestaat.
Samuel Alito · Amy Coney Barrett · Neil Gorsuch · Ketanji Brown Jackson · Elena Kagan · Brett Kavanaugh · John Roberts · Sonia Sotomayor · Clarence Thomas
John Jay (1789–1795) · John Rutledge (1795) · Oliver Ellsworth (1796–1800) · John Marshall (1801–1835) · Roger Taney (1836–1864) · Salmon Chase (1864–1873) · Morrison Waite (1874–1888) · Melville Fuller (1888–1910) · Edward Douglass White (1910–1921) · William Howard Taft (1921–1930) · Charles Evans Hughes (1930–1941) · Harlan Stone (1941–1946) · Fred Vinson (1946–1953) · Earl Warren (1953–1969) · Warren Burger (1969–1986) · William Rehnquist (1986–2005) · John Roberts (2005–heden)